# Étienne Blon
Étienne Blon, né à Nantes le 20 janvier 1780 et mort en 1862 à Nantes, est un architecte français du XIXe siècle.

## Biographie
Étienne Jean Baptiste Blon naît le 20 janvier 1780 à Nantesde Louis Blon, marchand de grains, et de Thérèse Bourgine. Son nom de famille sera orthographié Blon (sans le 'd' final) lors de son mariage avec Anne Beaubigny, fille d'un marchand orfèvre, en 1804 à Nantes et lors de son décès le 30 décembre 1862à Nantes.
Il est le beau-père de Louis-Auguste Levesque (1809-1888), armateur et industriel en conserves alimentaires, et donc le grand-père de Donatien Levesque et Rogatien Levesque.

## Réalisations

### À Nantes
- Place Général-Mellinet (1828-1856) : hôtel Allard, hôtel Maës, hôtel de la Marine (ancien hôtel Massion), hôtel Philippe
- Villa de la Chantrerie
- Ancien observatoire astronomique de la Marine de Nantes

### En Loire-Atlantique
- Manufacture d'Angreviers, à Gorges (1827-1828)
- Château de Granville, à Port-Saint-Père (1820-1825)